# Сухие (Вологодская область)
Сухие — упразднённая деревня в Нюксенском районе Вологодской области России.

## География
Урочище находится в северо-восточной части области, в подзоне средней тайги, на правом берегу реки Уфтюги, на расстоянии примерно 7 километров (по прямой) к западу от Нюксеницы, административного центра района.

### Климат
Климат характеризуется как умеренно континентальный, с продолжительной холодной многоснежной зимой и относительно коротким умеренно тёплым влажным летом. Среднегодовая температура воздуха — +1,8 °C. Средняя температура воздуха самого холодного месяца (января) — −13,1 °C, средняя температура самого тёплого (июля) — +17 °С. Безморозный период длится 100—110 дней. Среднегодовое количество атмосферных осадков составляет 450—500 мм, из которых около 330—350 мм выпадает в вегетационный период. Снежный покров держится в течение 160—165 дней. В течение года господствуют ветры юго-западного направления.

## История
По данным 1914 года, в выселке Сухой проживало 62 человека (31 мужчина и 31 женщина). В административном отношении входил в состав Уфтюгского сельского общества Нюксенской волости Велико-Устюгского уезда.
В 1938 году деревне имелось 20 хозяйств и проживало 80 человек. Действовало правление колхоза «Краснофлотец». В 1947 году в Сухих числилось 45 жителей. По состоянию на 1 января 1973 года входила в состав Нижнеуфтюгского сельсовета.